# Rivermead Golf Club
De Rivermead Golf Club (Frans: Club de Golf Rivermead) is een golfclub in Canada. De club werd opgericht in 1910 en bevindt zich in Aylmer, Ontario. De club beschikt over een 18-holes golfbaan met een par van 72 en werd ontworpen door de golfbaanarchitecten George Cumming en Ken Skodacek.

## Golftoernooien
- Canadees Open: 1920